# نسيج مخاطي
النسيج الضام (بالإنجليزية: Connective tissue)‏ (بالألمانية: Bindegewebe) هو أحد الأنواع الأربعة الأساسية للأنسجة الحيوانية، إلى جانب النسيج الظهاري، والأنسجة العضلية، والأنسجة العصبية. يتطور النسيج الصامت في الغالب من الطبقة المتوسطة، المشتقة من الأديم المتوسط، الطبقة الجرثومية الجنينية الوسطى. يوجد النسيج الضام بين الأنسجة الأخرى في كل مكان في الجسم، بما في ذلك الجهاز العصبي. تتكون السحايا الثلاثة، وهي الأغشية التي تحيط بالمخ والحبل الشوكي، من النسيج الضام. تتكون معظم أنواع الأنسجة الضامة من ثلاثة مكونات رئيسية: الألياف المرنة والكولاجينية، والمادة الأساسية، والخلايا. يتم تصنيف الدم واللمف على أنهما أنسجة ضامة سائلة متخصصة لا تحتوي على ألياف. جميعهم مغمورون في ماء الجسم. تشتمل خلايا النسيج الضام على الخلايا الليفية، والخلايا الدهنية، والبلعميات، والخلايا البدينة، والكريات البيضاء. ومصطلح قدَّمه يوهانس بيتر مولر في عام 1830. ثم جرى التعرف على الأنسجة بالفعل كفئة مميزة في القرن الثامن عشر.
الضام المخاطي هو خلايا متفرعة أو مغزلية الشكل مبعثرة أو تتشابك في بعض الأحيان. المادة البين خلوية غروية وتحتوى على مخاط (موسين). وهو نوع من أنواع النسيج الضام.

## الأنواع

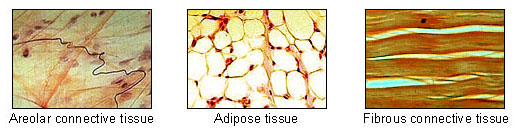
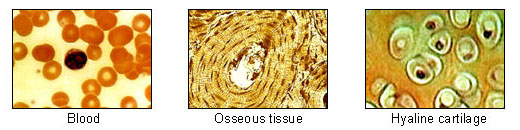

يمكن تصنيف النسيج الضام على نطاق واسع إلى نسيج ضام سليم connective tissue proper ونسيج ضام خاص pecial connective tissue. يتضمن النسيج الضام السليم النسيج الضام الرخو loose والنسيج الضام الكثيف dense. يمكن تمييز الأنسجة الضامة الرخوة والكثيفة من خلال نسبة المادة الأساسية إلى الأنسجة الليفية. يحتوي النسيج الضام الرخو على قدر أكبر بكثير من المادة الأساسية ويفتقر نسبيًا إلى الأنسجة الليفية، في حين أن العكس صحيح بالنسبة للنسيج الضام الكثيف.

### النسيج الضام الرخو
يتضمن النسيج الضام الرخو النسيج الضام الشبكي والنسيج الدهني أو الشحمي.

### النسيج الضام الكثيف
النسيج الضام الكثيف المعروف أيضًا باسم النسيج الليفي ينقسم إلى نسيج ضام كثيف منتظم ونسيج ضام كثيف غير منتظم. يتميز النسيج الضام الكثيف المنتظم، الموجود في هياكل مثل الأوتار والأربطة، بألياف الكولاجين المرتبة بطريقة متوازية منتظمة، مما يمنحه قوة الشد في اتجاه واحد. يوفر النسيج الضام الكثيف غير المنتظم القوة في اتجاهات متعددة من خلال حزمه الكثيفة من الألياف المرتبة في جميع الاتجاهات.
يتكون النسيج الضام الخاص Special connective tissue من الغضاريف والعظام والدم واللمف. تشمل الأنواع الأخرى من الأنسجة الضامة الأنسجة الضامة الليفية والمرنة واللمفاوية. النسيج الليفي Fibroareolar tissue هو مزيج من النسيج الليفي والهالي. يتكون النسيج الليفي العضلي من النسيج الليفي والنسيج العضلي. يُطلق على النسيج الضام الوعائي الجديد الذي يتكون في عملية التئام الجروح اسم النسيج الحبيبي. صُنفت جميع أنواع الأنسجة الضامة الخاصة كمجموعة فرعية من اللفافة fascia في النظام اللفافي، مع تصنيف الدم واللمف كـ لفافات سائلة liquid fascia.
يمكن تصنيف العظام والغضاريف أيضًا على أنها أنسجة ضامة داعمة supportive. يمكن أيضًا تصنيف الدم واللمف على أنهما نسيج ضام سائل fluid، أو لفافة سائلة.

### الأغشية
الأغشية يمكن أن تكون إما من النسيج الضام أو الأنسجة الظهارية. تشمل أغشية النسيج الضام السحايا (الأغشية الثلاثة التي تغطي الدماغ والحبل الشوكي) و الأغشية الزليلية هذا الخط تجاويف مشتركة. الأغشية المخاطية والأغشية المصلية هي ظهارية مع طبقة أساسية من النسيج الضام الرخو.

## أنواع ليفية
أنواع الألياف الموجودة في المصفوفة خارج الخلية هي ألياف الكولاجين والألياف المرنة والألياف الشبكية. المادة الأساسية هي سائل شفاف، عديم اللون، ولزج يحتوي على جليكوز أمينوغليكان وبروتيوغليكان مما يسمح بتثبيت ألياف الكولاجين في الفراغات بين الخلايا. تشمل أمثلة الأنسجة الضامة غير الليفية الأنسجة الدهنية والدم. توفر الأنسجة الدهنية "تبطينًا ميكانيكيًا" للجسم، من بين وظائف أخرى. على الرغم من عدم وجود شبكة كولاجين كثيفة في الأنسجة الدهنية، فإن مجموعات الخلايا الدهنية تبقى معًا بواسطة ألياف الكولاجين وصفائح الكولاجين من أجل الحفاظ على الأنسجة الدهنية تحت الضغط في مكانها (على سبيل المثال، باطن القدم). تشكل كل من المادة الأرضية والبروتينات (الألياف) مصفوفة النسيج الضام.
يوجد الكولاجين من النوع الأول في العديد من أشكال الأنسجة الضامة، ويشكل حوالي 25% من إجمالي محتوى البروتين في جسم الثدييات.
| منديل           | غاية                                           | عناصر                              | موقع                                                                                         |
| --------------- | ---------------------------------------------- | ---------------------------------- | -------------------------------------------------------------------------------------------- |
| ألياف الكولاجين | ربط العظام والأنسجة الأخرى ببعضها البعض        | سلاسل البولي ببتيد ألفا            | الأوتار، الأربطة، الجلد، القرنية، الغضاريف، العظام، الأوعية الدموية، الأمعاء، والقرص الفقري. |
| الألياف المرنة  | السماح للأعضاء مثل الشرايين والرئتين بالارتداد | الألياف الدقيقة المرنة والإيلاستين | المصفوفة خارج الخلية                                                                         |
| الألياف الشبكية | تشكل سقالة للخلايا الأخرى                      | الكولاجين من النوع الثالث          | الكبد ونخاع العظم والأعضاء الليمفاوية                                                        |

## وظيفة

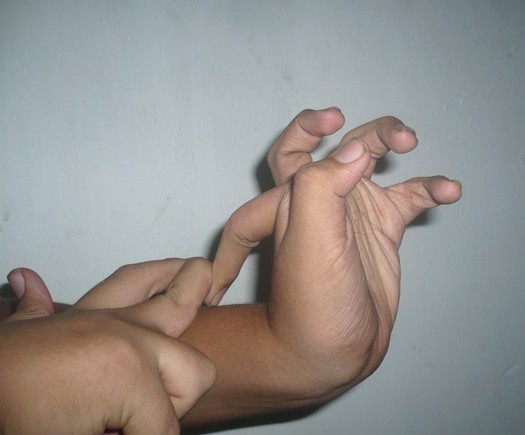
فرط الحركة نتيجة خلل وراثي في النسيج الضام

يتمتع النسيج الضام بمجموعة واسعة من الوظائف التي تعتمد على أنواع الخلايا والفئات المختلفة من الألياف المعنية. إن الأنسجة الضامة غير المنتظمة الكثيفة والفضفاضة، والتي تتكون بشكل أساسي من الخلايا الليفية وألياف الكولاجين، لها دور مهم في توفير وسط لانتشار الأكسجين والمواد المغذية من الشعيرات الدموية إلى الخلايا، وثاني أكسيد الكربون والمواد الفضلات من الخلايا إلى الدورة الدموية مرة أخرى. كما أنها تسمح للأعضاء بمقاومة قوى التمدد والتمزق. النسيج الضام المنتظم الكثيف، الذي يشكل هياكل منظمة، هو مكون وظيفي رئيسي للأوتار والأربطة والأغشية، ويوجد أيضًا في الأعضاء المتخصصة للغاية مثل القرنية. :161توفر الألياف المرنة، المصنوعة من الإيلاستين والفيبريلين، أيضًا مقاومة لقوى التمدد. :171توجد في جدران الأوعية الدموية الكبيرة وفي أربطة معينة، وخاصة في الرباط الأصفر. :173
في الأنسجة المكونة للدم والأنسجة الليمفاوية، توفر الألياف الشبكية التي تصنعها الخلايا الشبكية السدى -أو الدعم الهيكلي- للنسيج الحشوي (أي الجزء الأكبر من المادة الوظيفية) للعضو. :171
يُعد النسيج المتوسطي نوعًا من الأنسجة الضامة الموجودة في الأعضاء النامية للأجنة والتي تتمتع بالقدرة على التمايز إلى جميع أنواع الأنسجة الضامة الناضجة. يوجد نوع آخر من الأنسجة الضامة غير المتمايزة نسبيًا هو النسيج الضام المخاطي المعروف باسم هلام وارتون، والذي يوجد داخل الحبل السري. :160 لا يكون هذا النسيج موجودًا بعد الولادة، ولا يتبقى سوى خلايا ميزانشيمية متناثرة في جميع أنحاء الجسم.
يمكن تصنيف أنواع مختلفة من الأنسجة والخلايا المتخصصة تحت طيف النسيج الضام، وهي متنوعة مثل الأنسجة الدهنية البنية والبيضاء والدم والغضاريف والعظام. :158توجد خلايا الجهاز المناعي - مثل الخلايا البلعمية، والخلايا البدينة، والخلايا البلازمية، والخلايا الحمضية - متناثرة في الأنسجة الضامة الرخوة، مما يوفر الأساس لبدء الاستجابات الالتهابية والمناعية عند اكتشاف المستضدات. :161

## الأهمية السريرية
هناك العديد من أنواع اضطرابات النسيج الضام، مثل:
- أورام النسيج الضام بما في ذلك الساركوما مثل الورم الدموي المحيطي وورم خبيث في غمد الأعصاب الطرفية في الأنسجة العصبية.
- تشمل الأمراض الخلقية متلازمة مارفان ومتلازمة إهلرز دانلوس.
- التنكس المخاطي – ضعف مرضي في النسيج الضام.
- مرض النسيج الضام المختلط – مرض يصيب الجهاز المناعي الذاتي، ويعرف أيضًا بمرض النسيج الضام غير المتمايز.
- الذئبة الحمامية الجهازية (SLE) - مرض مناعي ذاتي رئيسي يصيب النسيج الضام
- مرض الاسقربوط، يحدث بسبب نقص فيتامين C الضروري لتركيب الكولاجين.
- خلل التنسج العضلي الليفي هو مرض يصيب الأوعية الدموية ويؤدي إلى نمو غير طبيعي في جدار الشرايين.

## الملاحظات والمراجع
1. ↑  Biga, Lindsay M.; Dawson, Sierra; Harwell, Amy (26 Sep 2019). "4.1 Types of Tissues" (بالإنجليزية). Archived from the original on 2024-12-29. Retrieved 2022-07-30.
2. 1 2 3  Biga, Lindsay M.; Dawson, Sierra; Harwell, Amy; Hopkins, Robin; Kaufmann, Joel; LeMaster, Mike; Matern, Philip; Morrison-Graham, Katie; Quick, Devon (2019), "4.3 Connective Tissue Supports and Protects", Anatomy & Physiology (بالإنجليزية), OpenStax/Oregon State University, Archived from the original on 2024-12-03, Retrieved 2021-04-16
3. ↑  "5.3.4: Fluid Tissues". Biology LibreTexts (بالإنجليزية). 21 May 2021. Archived from the original on 2024-12-22. Retrieved 2022-08-02.
4. ↑  Aterman، K. (1981). "Connective tissue: An eclectic historical review with particular reference to the liver". The Histochemical Journal. ج. 13 ع. 3: 341–396. DOI:10.1007/BF01005055. PMID:7019165. S2CID:22765625.
5. ↑  Shostak، Stanley. "Connective Tissues". مؤرشف من الأصل في 2013-02-13. اطلع عليه بتاريخ 2012-12-09.
6. ↑  Carol Mattson Porth؛ Glenn Matfin (1 أكتوبر 2010). Essentials of Pathophysiology: Concepts of Altered Health States. Lippincott Williams & Wilkins. ص. 24–. ISBN:978-1582557243. مؤرشف من الأصل في 2023-05-10. اطلع عليه بتاريخ 2011-05-11.
7. ↑  "def/fibrous-connective-tissue". www.cancer.gov (بالإنجليزية). 2 Feb 2011. Archived from the original on 2024-12-04. Retrieved 2024-11-02.
8. ↑  Potter، Hugh. "The Connective Tissues". مؤرشف من الأصل في 2012-10-31. اطلع عليه بتاريخ 2012-12-09.
9. ↑  Caceci، Thomas. "Connective Tisues". مؤرشف من الأصل في 2013-01-06. اطلع عليه بتاريخ 2012-12-09.
10. ↑  King، David. "Histology Intro". مؤرشف من الأصل في 2013-02-13. اطلع عليه بتاريخ 2012-12-09.
11. ↑  "Medical Definition of FIBROAREOLAR". Merriam-Webster (بالإنجليزية). Archived from the original on 2024-12-22. Retrieved 2018-10-11.
12. ↑  "Granulation Tissue Definition". Memidex. مؤرشف من الأصل في 2018-11-16. اطلع عليه بتاريخ 2016-05-07.
13. 1 2  Bordoni، Bruno؛ Mahabadi، Navid؛ Varacallo، Matthew (2022). "Anatomy, Fascia". StatPearls. StatPearls Publishing. PMID:29630284. مؤرشف من الأصل في 2024-12-31. اطلع عليه بتاريخ 2022-08-03.
14. ↑  Schleip، R؛ Hedley، G؛ Yucesoy، CA (أكتوبر 2019). "Fascial nomenclature: Update on related consensus process". Clinical Anatomy. ج. 32 ع. 7: 929–933. DOI:10.1002/ca.23423. PMC:6852276. PMID:31183880.
15. ↑  Biga, Lindsay M.; Dawson, Sierra; Harwell, Amy; Hopkins, Robin; Kaufmann, Joel; LeMaster, Mike; Matern, Philip; Morrison-Graham, Katie; Quick, Devon (2019), "4.3 Connective Tissue Supports and Protects", Anatomy & Physiology (بالإنجليزية), OpenStax/Oregon State University, Archived from the original on 2024-12-03, Retrieved 2021-04-16
16. ↑  "Supporting Connective Tissue | Human Anatomy and Physiology Lab (BSB 141)". courses.lumenlearning.com. مؤرشف من الأصل في 2022-03-15. اطلع عليه بتاريخ 2021-04-16.
17. ↑  Karki, Gaurab (23 Feb 2018). "Fluid or liquid connective tissue: blood and lymph". Online Biology Notes (بالإنجليزية الأمريكية). Archived from the original on 2024-12-22. Retrieved 2021-04-16.
18. 1 2  "Membranes | SEER Training". training.seer.cancer.gov. مؤرشف من الأصل في 2024-12-17. اطلع عليه بتاريخ 2022-08-03.
19. ↑  Ushiki، T (يونيو 2002). "Collagen fibers, reticular fibers and elastic fibers. A comprehensive understanding from a morphological viewpoint". Archives of Histology and Cytology. ج. 65 ع. 2: 109–26. DOI:10.1679/aohc.65.109. PMID:12164335.
20. ↑  Xu, H.؛ وآخرون (2008). "Monitoring Tissue Engineering Using Magnetic Resonance Imaging". Journal of Bioscience and Bioengineering. ج. 106 ع. 6: 515–527. DOI:10.1263/jbb.106.515. PMID:19134545. S2CID:3294995. مؤرشف من الأصل في 2024-07-29.
21. ↑  Laclaustra, M.؛ وآخرون (2007). "Metabolic syndrome pathophysiology: The role of adiposetissue". Nutrition, Metabolism and Cardiovascular Diseases. ج. 17 ع. 2: 125–139. DOI:10.1016/j.numecd.2006.10.005. PMC:4426988. PMID:17270403.
22. ↑  Di Lullo؛ G. A. (2002). "Mapping the Ligand-binding Sites and Disease-associated Mutations on the Most Abundant Protein in the Human, Type I Collagen". Journal of Biological Chemistry. ج. 277 ع. 6: 4223–31. DOI:10.1074/jbc.M110709200. PMID:11704682.
23. 1 2 3 4 5 6 7  Ross M، Pawlina W (2011). Histology: A Text and Atlas (ط. 6th). Lippincott Williams & Wilkins. ص. 158–97. ISBN:978-0781772006.
24. ↑  Young B، Woodford P، O'Dowd G (2013). Wheater's Functional Histology: A Text and Colour Atlas (ط. 6th). Elsevier. ص. 65. ISBN:978-0702047473.

## روابط خارجية
- نظرة عامة، جامعة كانساس نسخة محفوظة 26 December 2010 على موقع واي باك مشين. </link>
- أطلس النسيج الضام، جامعة أيوا
- الاضطرابات الوراثية في النسيج الضام المعهد الوطني الأمريكي لالتهاب المفاصل وأمراض الجهاز العضلي الهيكلي والجلد
- صور مجهرية للأنسجة الضامة